# 阪急51形電車

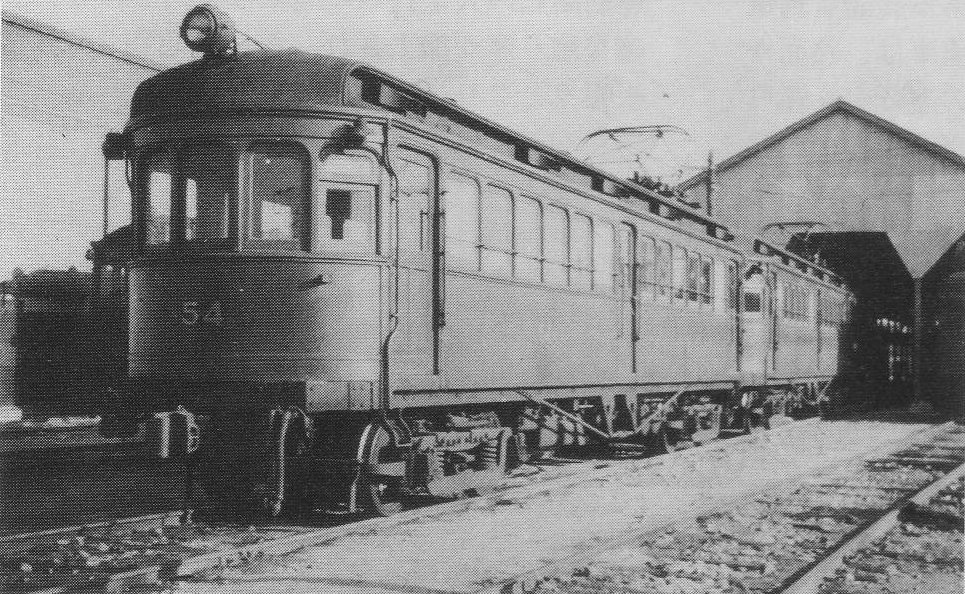
54

阪急51形電車（はんきゅう51がたでんしゃ）は、阪急電鉄の前身である阪神急行電鉄が1920年に導入した電車である。1920年の神戸線開通に備えて投入された木造3扉の本格的高速電車で、車体の大型化と高速性能の向上が図られた。
形態は5種類に分かれ、51形・63形・75形・81形・87形（当初は300形）に分類される。また、本形式のうち試験的に鋼体化改造を実施された51と78を、その後本形式の610系への改造に際して1形の台車及び電装品と換装して整理改番の上登場した98形についても、本形式と同一グループの車両であることから本項で併せて紹介する。

## 概要
1910年開業の箕面有馬電気軌道は、1918年に社名を阪神急行電鉄に変更、1920年7月16日に阪神間を結ぶ高速路線として神戸線が開業した。この神戸線の開業に備えて登場した高速電車が51形である。インターアーバンとしての性能と容姿を備え、1920年から1923年にかけて38両が製造された。
51形51 - 62が1920年5月に梅鉢鉄工場、63形63 - 74が1921年4月に梅鉢鉄工場、75形75 - 80と300形300・301が1922年9月に川崎造船所、81形81 - 86が1923年10月に川崎造船所で製造された。63 - 66の4両は宝塚線に新製投入されている。
本形式は同時期に製造された支線向けの37・40形といった小型車とは異なり、高速運転の実施を念頭に置いて高回転型の主電動機を採用し、その後の阪急電車に受け継がれてゆくこととなる基本方針の幾つかを確立した。
このため、本形式は37・40形登場以前に一足飛びに51以降の番号を付番されることとなったが、これは従来車と異なる画期的な車両であり、本線向けに大量に製造することが見込まれたことからとされている。また、本形式の制御車が300形と付番されたのは、製造段階で本形式の増備が続き、場合によっては90番台以降に入ることが予想され、当時四輪単車の電動貨車に100番台、ボギー車の電動貨車に200番台を付番していたことから、空番であった300番台を与えた、という説が残っている。

## 車体
木造15m級3扉車である。51形は妻面が半円形の卵形5枚窓を採用、当時の関西私鉄で流行したスタイルである。63形以降は平妻3枚窓となり、最終増備車の81形では屋根が丸屋根となっている。台枠側面には補強用のトラス棒が装着された。
客用扉は新造時は全て手動扉であったが、後に中央扉へのドアエンジンの整備と扉を拡幅する工事が施工されている。またベンチレーターは、二重屋根で登場したグループは当初トルペード形を取りつけていたが、1920年代後半までにガーランド形に換装された。丸屋根で登場した81形は阪急初のお椀形ベンチレーターを採用、このベンチレーターは1924年に登場した500・700形（後の300・310形）を経て、600・800形に継承された。このうち51・63形は、新製時は車体各部には金の縁取りが施され、前面左右の2カ所にローマン体で車番を表記していたが、集電装置をパンタグラフ化した際に金の縁取りがなくなったほか、車番の字体が大型のゴシック体に変更され、位置も前面中央の1カ所に変更されている（75形以降は当初よりこのスタイルだった）。
車内の見付けは51・63・75・301・81の各形式とも1形同様のロングシートで、運転台部分がHポールで仕切られているのも同じである。車内照明は、81形以外の各形式は1形以来の傘の下に「ハ」の字にむき出しの電球が取りつけられたものであったが、81形のみはシャンデリア調の灯具を採用した。この他、75・81形では座席の袖部にスタンションポールが取りつけられているが、75形が真鍮製であるのに対し、81形は500形などと同じ白のホーロー引きとなっている。
このように、最初に製造された51形と最終増備車の81形では内外装に大きな差があり、81形では51形より同形に続いて製造された阪急初の半鋼製車である500・700形との共通点が多い。

## 主要機器
高速運転実施に備え、主電動機は当時としては高回転型のゼネラル・エレクトリック（GE）社製GE-263-A（48kW）を4基搭載、制御器は電空カム軸式のGE社製PC-5に弱め界磁機能を付加して高速運転に対処した。歯車比は51・63形が24:62（1:2.583）、75・81形が28:58（1:2.071）とで異なっている。
51・63形の竣工当初はポール集電で、連結器として左右にバッファを備えた連環式連結器を装着していたが、1922年にパンタグラフ化と自動連結器化が実施され、同年竣工の75形以降は当初より自動連結器およびパンタグラフ装備（300形を除く）で竣工している。大阪市内に併用軌道区間が存在していたことから、フェンダーとストライカーを装備していた。
台車は51・63形がJ.G.ブリル社製Brill 27-MCB-2、75形以降がボールドウィン社製BW-78-25Aをそれぞれ装着している。
ブレーキは51形竣工当初はGE社製非常直通ブレーキであったが、これは早期に同じGE社製のJ三動弁によるAVR自動空気ブレーキに置き換えられ、その後ウェスティングハウス・エアブレーキ社系のM三動弁によるAMM・ACM自動空気ブレーキに交換されている。

## 運用

### 第二次世界大戦前・戦時中

#### 神戸線時代
本形式は神戸線開業時の主力車として、開業当初は単車で運用された。51・63形は1922年の自動連結器化により増解結が容易になったことから、宝塚線において同年から梅田 - 池田間の区間列車で2両連結運転を開始、宝塚線に新製投入されていた63 - 66の4両も当時の宝塚線の主力であった1形と共に2両編成の運用に充当された。2両編成の運行は1923年3月から宝塚線全線に拡大、神戸線においても1924年3月から2両編成の運行が開始された。時期は不明であるが51・63形と75・81形の混結試験を行ったが、歯車比が異なることから衝動が発生してしまい、結果として51・63形と75・81形は別々のグループとして運用されることとなった。
1926年7月の大阪市内高架複々線の完成に伴い、併用軌道区間の解消によりフェンダーを撤去した。同時に、神戸線に600形が就役を開始したことから、51形及び300形が全車宝塚線に転出、残された67以降の車両はドア部分にステップを取りつけた。また、300形はこの時から開始された宝塚線の3両編成の中間車として、同時に神戸線から転入した700形700 - 705とともに両端に51 - 66を連結して3両編成の運行に充当された。これに先立ち、同年5月には500形以降の各形式に合わせる形で、301・302から300・301と末尾0番から始まる形に改番されている。
その後1930年に900形が就役を開始したことから余剰となった63形が全車宝塚線に転出、神戸線には高速仕様の75・81形12両が残るのみとなった。75形も、800形の一部車両が電装改造を受けたことから余剰となり1931年に宝塚線に転出、残る81形も1932年10月より宝塚線で急行運転が開始されるに当たり、高速走行特性の優れた75・81形で運用車両を統一する必要があったことから全車宝塚線に転出した。この段階で神戸線（本線）の営業用車両はライバルの阪神に先んじて全車鋼製車となった。

#### 宝塚線時代
宝塚線に集結した本形式は、先に簡易半鋼製化改造を実施された1形と共に同線の主力車両として2両から3両編成で運行された。当時の宝塚線で3両編成を組んでいたのは本形式だけであったが、51・63形と75・81形では編成の組み方が異なり、歯車比の大きな51・63形は300形や700形といった制御車を組み込んで2M1Tの3両編成となったが、歯車比の小さい75・81形は牽引力が小さいことから、両形式だけで全電動車の3両編成を組んだ。なお、制御車の連結位置は3両編成の運転開始直後とは異なり、運用の効率化を図るために宝塚側に制御車を連結する形に変更された。
制御車の300形は、1935年3月に300・301から87・88に改番された。87は、複巻電動機を搭載した制御電動車として回生制動の試験を行ったことがある（文献によっては87・88の2両とも改造されたとされる）。
1939年には当時在籍の他形式同様灯火管制工事を実施、1940年11月には700形で残る700 - 703の電装改造及び500形（2代目）2次車製造に係る電装品捻出のため、79 - 86が電装解除されて宝塚向き片運転台の制御車に改造されている。75形のうち電動車として残った75 - 78の4両は48kW級電動機搭載車の性能統一を図るため、1941年に320形などとともに歯車比を51・63形と揃える改造を実施、制御器の動作も揃えられたことから、48kW級電動機を搭載した各形式の性能統一が図られることとなった。
1935年以降、320・380・500形といった神戸線の900形及び920系を小型化した車両が宝塚線に相次いで新製投入されたが、1941年の池田折り返し運用の4両編成化及び1944年の同運用の5両編成化に際しては、本形式がその運用を担当して、輸送力増強に貢献した。また、1943年には制御車化された車両が中間に組み込まれることが多くなったことから、運転台機器を撤去して付随車化された。

### 第二次世界大戦後

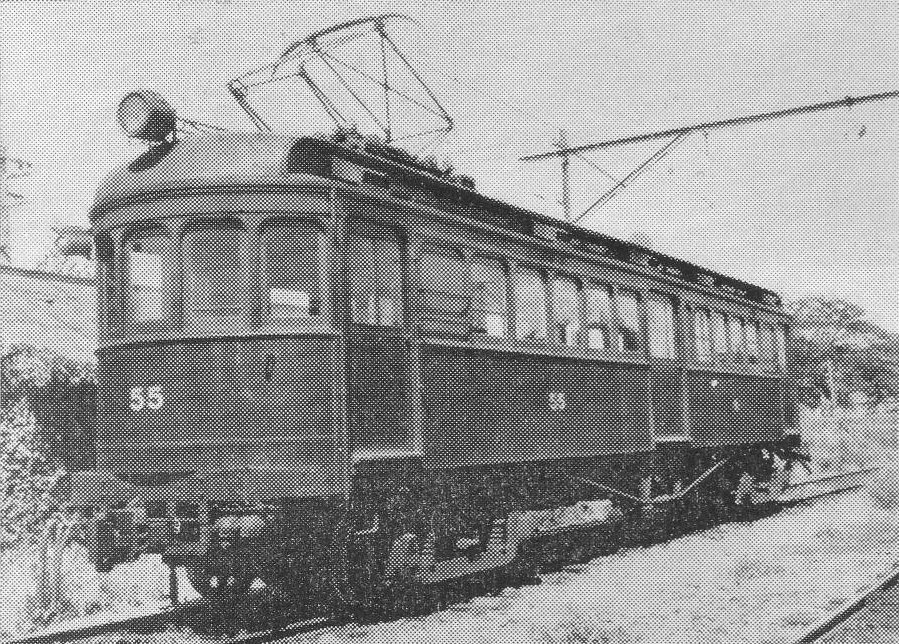
戦後の55

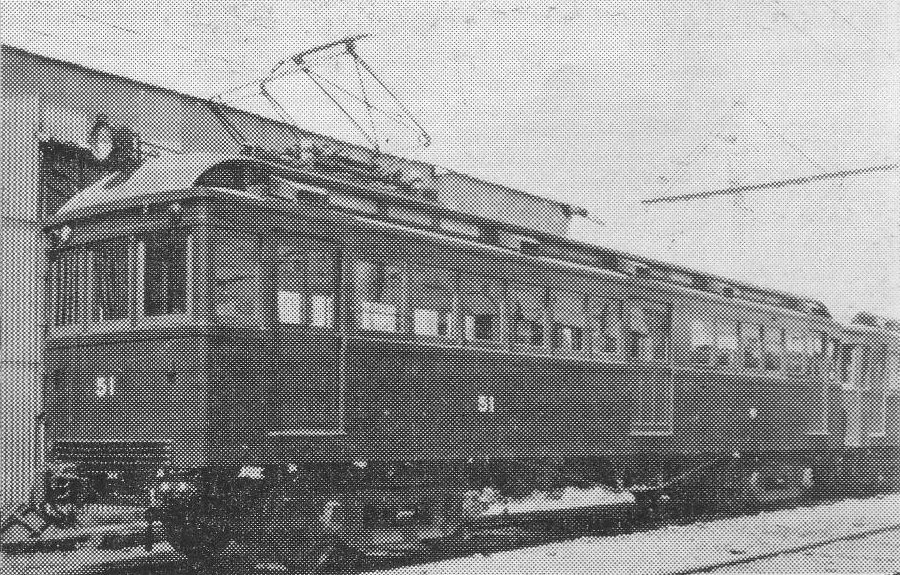
鋼体化後の51（のち98）

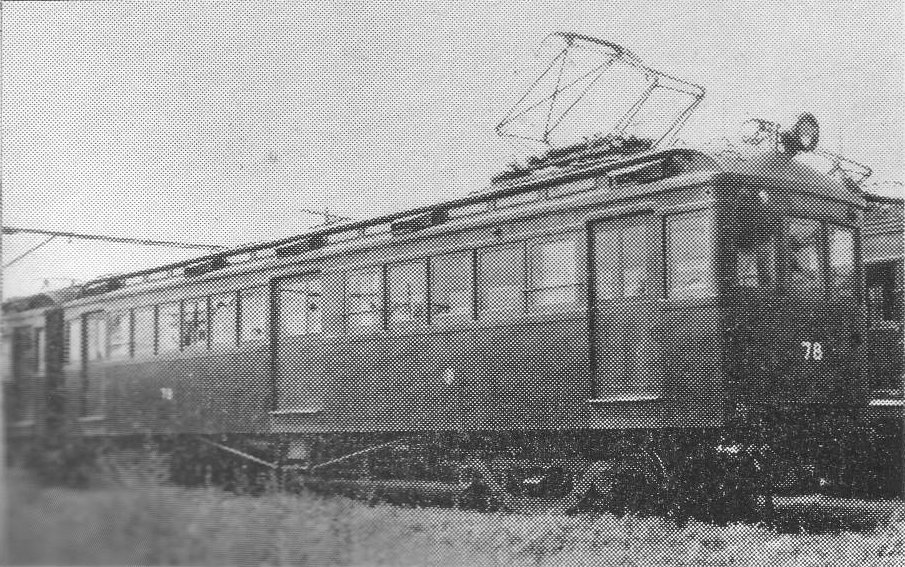
鋼体化後の78（のち99）

本形式は戦災によって被災した車両はなかったものの、終戦直後の1946年に54と77の2両が池田車庫の構内で火災事故により全焼し、920系973・974に更新改造するという名目で実際には車籍のみ引き継がれ、焼け残った台枠は無蓋電動貨車209・210に再利用されている。また、1948年までにドアエンジンの取りつけ工事と中央扉の拡幅、および51 - 62については、片運転台化して運転台を撤去した側の前面形状を63以降と同じ形に改造した上、貫通路の設置が実施されている。編成も戦前のように本形式だけで組成されるのではなく、中間に付随車化改造された1形を組み込んだり、同じ性能の320形や310形と併結して走る姿が見られるようになった。一方、付随車化された79以降の車両が500形の2両編成に挟まれる形で5両編成を組むなど、鋼製車両の中間車として使用されることもあった。
その後も本形式は3 - 5両編成で普通運用を中心に運用されていたが、戦中戦後の酷使により車体の老朽化が著しく進行しており、同時期に老朽化した木造車による事故が多発したことから老朽木造車の危険性が指摘されるようになり、木造車の鋼体化による安全性向上が緊急課題として挙がるようになった。
51形も半鋼製化改造が実施されることになり、1950年7月に51と78の2両が試験的に屋根や台枠、主要機器を流用して鋼体化された。前面が半円状の51は、63以降の車両と同じ前面平妻3枚窓に改造されて両車とも片運転台化の上、前面幕板部左右に埋め込み式の尾灯を取りつけ、車掌台側の尾灯の内側には阪急初の種別表示灯を取りつけた。運転台撤去部分には広幅貫通路を設けている。
鋼体化改造後の51と78は1形の5を組み込んだ3両編成となったが、この改造は1編成のみで終了した。
1952年3月に梅田 - 池田間及び箕面線の規格向上工事が完成して宝塚線に810系や600形といった大型車が入線可能となった。このため、付随車化されていた81 - 86の6両が320形の中間車として同形式と共に今津線へ転出となった。一方、同年9月末に規格向上工事が完成して全線で大型車の使用が可能になるに及び、本形式の鋼体化は台車の荷重負担能力の制限から、阪急標準車体寸法と同じ車体幅を持ちながら車体長を15mに短縮した新造車体に載せ替える方針に決定、1953年より610系への更新工事が開始された。
この更新工事に際しては、転用される各機器の性能や台車の荷重負担能力などが考慮され、610系と本形式の中間程度の車体寸法の380・500形を間に挟んで、順送りで機器を転用することで手持ち機器の有効活用が図られた。そのため書類上の車籍は本形式のそれを継承したが、実際に610系に搭載されたのは380・500系の機器であり、種車の機器類は一切使用されていない。
51形としては最後まで両運転台の電動車の63・64・67・71・72・75と付随車の87・88の計8両が箕面線用に残っていたが、1956年3月に全廃となった。

## 98形
1955年6月に51と78は電装解除され、電装機器と台車は500形に転用、台車を1形のブリル27E-1台車に換装して制御車化され、300形Mcと組んでMc-Tc（308-78と51-309）の2両編成で使用された。しかし制御車化されていた期間は短く、1956年7月には610系に更新された1形7・8の電装機器を整備の上取りつけて電動車に復帰し、同時に90形に編入されて98・99に改番し、51形は形式消滅となった。
98形になってからは2両編成で伊丹線と甲陽線で使用されていたが、1959年の踏切事故で99の床下機器が破損した際に2両のみの少数派だったこともあって復旧は見送られ、1960年に廃車された。なお98は、1959年10月に詰所代用として神戸駅（のちの三宮駅）に留置され、51形としては唯一神戸駅に乗り入れた車両となった。

## 譲渡

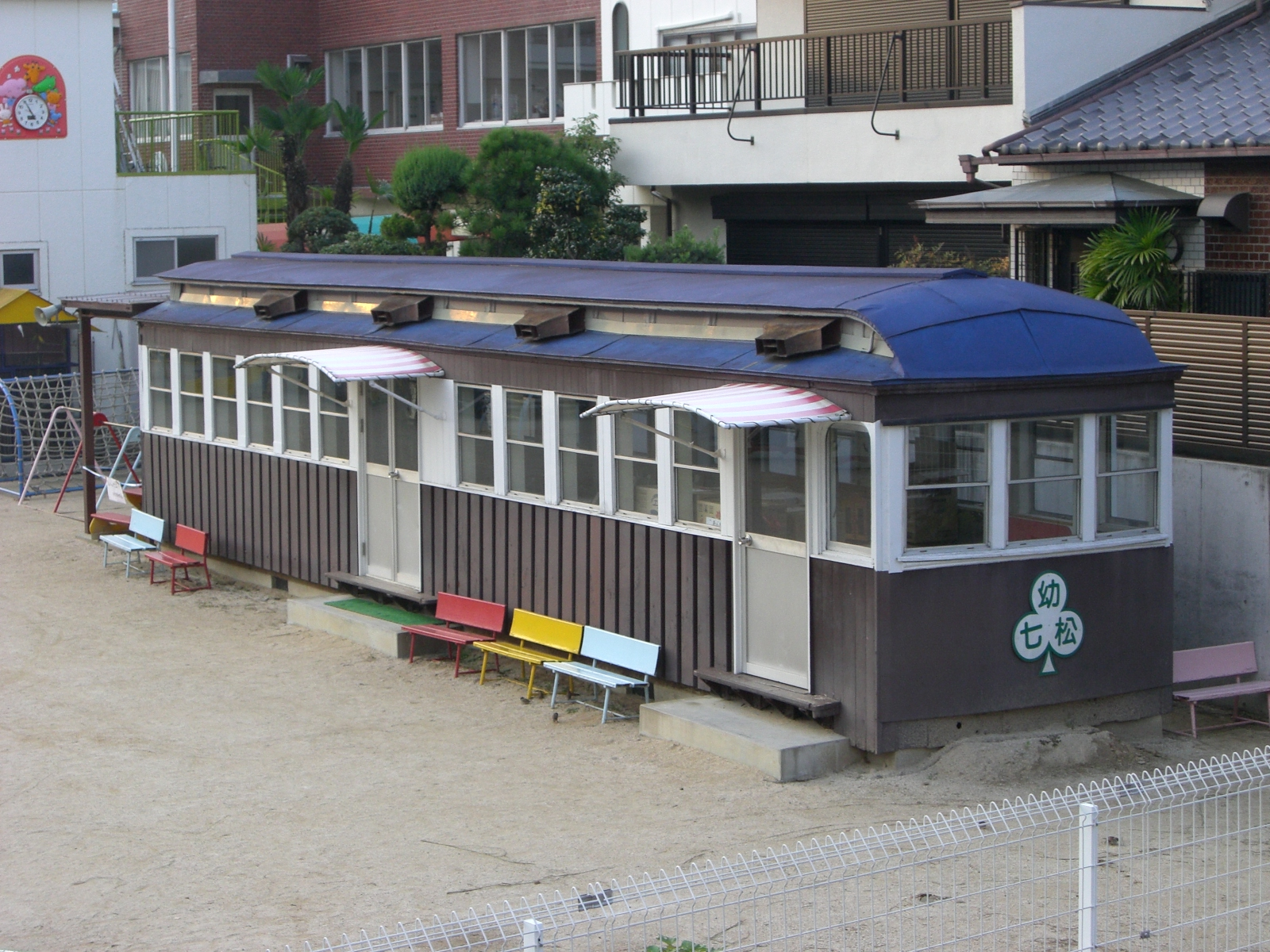
七松幼稚園で使用されていた
71の廃車体（解体済み）

66・76・84が和歌山電気軌道鉄道線のモハ602・601・603として、67が水間鉄道のモハ11として、81・86は栗原電鉄のC141・C142として移籍している。いずれも車体のみの譲渡で、譲渡先で電装などの改造が施されている。
また、71の車体が尼崎市の七松幼稚園で教室として利用されていたが、2012年に解体されている。